# Lucanus planeti
Lucanus planeti là một loài bọ cánh cứng trong họ Lucanidae. Loài này được Planet mô tả khoa học năm 1899.